# Горожанка (Борисовський район)
Горожанка (біл. вёска Гараджанка) — село в складі Борисовського району Мінської області, Білорусь. Село підпорядковане Мстижській сільській раді, розташоване в північно-східній частині області.